# Pavle Bakić
Pavle Bakić serb. Павле Бакић, węg. Bakith Pál (zm. 20 września 1537) – despota serbski na Węgrzech latach 1528-1537. 
Był następcą Radica Božicia. Uczestnik bitwy pod Mohaczem w 1526 roku. W sporze o tron węgierski pomiędzy Ferdynandem Habsburgiem a Janem Zápolyą poparł tego ostatniego. Po zwycięstwach Ferdynanda w 1527 przeszedł na jego stronę, licząc na jego pomoc w wyzwoleniu ziem serbskich. Był ostatnim serbskim despotą na Węgrzech. Jego następcy nosili już tylko tytuł despotów, nie posiadając żadnych terytoriów serbskich, które weszły w skład Turcji. 